# Матюшкин, Василий Ефимович
Васи́лий Ефи́мович Матю́шкин (17 февраля 1921, с. Новые Пичуры — 5 октября 1943, с. Каменка) — Герой Советского Союза, рядовой, разведчик 543-й отдельной разведывательной роты 55-й стрелковой дивизии 61-й армии Центрального фронта.

## Биография
После Гражданской войны он с семьёй переехал в село Шкотово Приморского края. До призыва работал слесарем на Шкотовском лесокомбинате.
На службе в Красной Армии с 1940 года. В боях Великой Отечественной войны с апреля 1943 года. Воевал на Центральном фронте. Был опытным разведчиком, следопытом, выносливым бойцом; на его счету несколько вражеских «языков».
В ходе разведки обороны противника в районе села Грязна (ныне Заречье) в ночном бою уничтожил 7 гитлеровцев. В селе Старая Рудня принимал участие в атаке штаба батальона противника, во время которой им был захвачен вражеский флаг.
На рассвете 30 сентября 1943 года началось форсирование Днепра. Рядовой Матюшкин на сделанном им плотике впереди разведчиков поплыл к правому берегу. Разгорелся бой. Матюшкин участвовал в захвате первой линии траншей противника и удержании позиции до подхода наших частей.
5 октября 1943 года в боях за плацдарм пуля врага оборвала жизнь отважного разведчика Василия Ефимовича Матюшкина.
Похоронен в селе Каменка Репкинского района Черниговской области.
Указом Президиума Верховного Совета СССР «О присвоении звания Героя Советского Союза генералам, офицерскому, сержантскому и рядовому составу Красной Армии» от 15 января 1944 года за «образцовое выполнение боевых заданий командования по форсированию реки Днепр и проявленные при этом мужество и героизм» рядовому Василию Ефимовичу Матюшкину посмертно присвоено звание Героя Советского Союза.
Память
- Бюст Василия Матюшкина установлен в селе Наровчат на Аллее Героев — уроженцев и жителей Наровчатского района Пензенской области.
- Именем Матюшкина названа улица в селе Шкотово Приморского края.

## Награды
- Медаль «Золотая Звезда»;
- орден Ленина;
- орден Красной Звезды.